# Daisuke Yano
Daisuke Yano (japanisch 矢野 大輔 Yano Daisuke; * 26. Oktober 1984 in der Präfektur Kumamoto) ist ein ehemaliger japanischer Fußballspieler.

## Karriere
Yano erlernte das Fußballspielen in der Schulmannschaft der Ozu High School. Seinen ersten Vertrag unterschrieb er 2003 bei Gamba Osaka. Der Verein spielte in der höchsten Liga des Landes, der J1 League. 2005 wechselte er zum Zweitligisten Sagan Tosu. Für den Verein absolvierte er 23 Ligaspiele. 2006 wechselte er zum Drittligisten Rosso Kumamoto (heute: Roasso Kumamoto). 2007 wurde er mit dem Verein Vizemeister der Japan Football League und stieg in die J2 League auf. Ende 2014 beendete er seine Karriere als Fußballspieler.